# Louis Calmet
Pas d'image ? Cliquez ici

a Compétitions nationales et continentales officielles uniquement.

Louis Calmet, né le 24 décembre 1931 à Lézignan-Corbières (Aude) et mort le 27 mai 2021 à Montpellier (Hérault), est un joueur français de rugby à XIII évoluant au poste de deuxième ligne ou de troisième ligne dans les années 1950 à 1960.
Enfant de Lézignan-Corbières, il pratique dans sa jeunesse le rugby à XIII au club du F.C. Lézignan dont il gravit les échelons. Il joue en équipe première plus de dix années où lors de ces dernières, le club monte en puissance et parvient de remporter la Coupe de France en 1960 et le Championnat de France en 1961 aux côtés de Roger Lacans, René Moulis, Joseph Denarnaud, Jacques Poux et Antoine Lécea.
En 1962, il rejoint le S.O. Avignon et y clôt sa carrière.

## Palmarès
- Collectif :

- - Vainqueur du Championnat de France : 1961 (Lézignan).
  - Vainqueur de la Coupe de France : 1960 (Lézignan).
  - Finaliste du Championnat de France : 1959 (Lézignan).
  - Finaliste de la Coupe de France : 1961 (Lézignan).

### Détails en club
| Saison    | Saison      | Championnat           | Championnat | Coupe           | Coupe      |
| Saison    | Saison      | Comp.                 | Class.      | Comp.           | Class.     |
| --------- | ----------- | --------------------- | ----------- | --------------- | ---------- |
| 1951-1952 | FC Lézignan | Championnat de France | 13e         | Coupe de France | 1/4 finale |
| 1952-1953 | FC Lézignan | Championnat de France | 12e         | Coupe de France | 1/4 finale |
| 1953-1954 | FC Lézignan | Championnat de France | 12e         | Coupe de France | 1/8 finale |
| 1954-1955 | FC Lézignan | Championnat de France | 12e         | Coupe de France | 1/8 finale |
| 1955-1956 | FC Lézignan | Championnat de France | 9e          | Coupe de France | 1/8 finale |
| 1956-1957 | FC Lézignan | Championnat de France | 12e         | Coupe de France | 1/2 finale |
| 1957-1958 | FC Lézignan | Championnat de France | 5e          | Coupe de France | 1/4 finale |
| 1958-1959 | FC Lézignan | Championnat de France | Finaliste   | Coupe de France | 1/4 finale |
| 1959-1960 | FC Lézignan | Championnat de France | 6e          | Coupe de France | Vainqueur  |
| 1960-1961 | FC Lézignan | Championnat de France | Champion    | Coupe de France | Finaliste  |
| 1961-1962 | FC Lézignan | Championnat de France | 1/4 finale  | Coupe de France | 1/2 finale |
| 1962-1963 | SO Avignon  | Championnat de France | Barrage     | Coupe de France | 1/2 finale |
| 1963-1964 | SO Avignon  | Championnat de France | 14e         | Coupe de France | 1/8 finale |